# إبراهيم إسحاق سدراك
إبراهيم إسحاق سدراك (بالقبطية: ⲁⲃⲣⲁϩⲁⲙ ⲓⲥⲁⲁⲕ ⲥⲉⲇⲣⲁⲕ؛ بالفرنسية: Ibrahim Isaac Sidrak) من مواليد بني شقير في محافظة أسيوط في مصر بتاريخ 19 أغسطس 1955، هو أسقف مصري، بطريرك الإسكندرية، رئيس الكنيسة القبطية الكاثوليكية منذ عام 2013.

## حياته

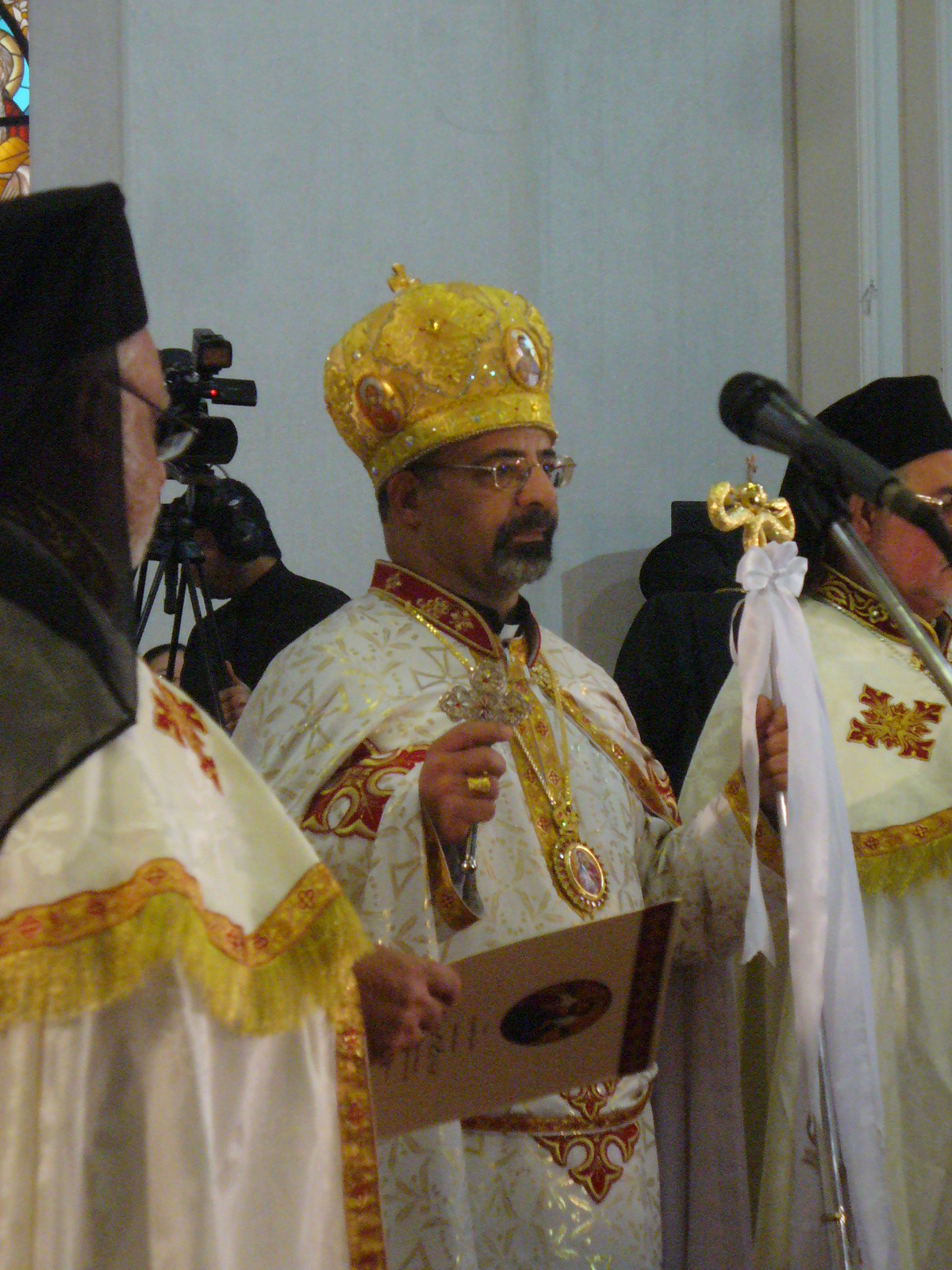

### كاهن
إبراهيم إسحاق سدراك يدرس الفلسفة واللاهوت في معهد المعادي في ضواحي القاهرة . تم تعيينه كاهنا في 7 فبراير 1980 للأبرشية القبطية أسيوط .أمضى عامين في الخدمة الرعوية في رعية رئيس الملائكة ميخائيل مايكل في القاهرة. ثم يتم إرساله إلى روما حيث يواصل دراساته في الجامعة البابوية الغريغورية ويحصل على درجة الدكتوراه في علم اللاهوت العقدي.
من 1990 إلى 2001 ، شغل منصب رئيس معهد المعادى. ثم يعمل لفترة وجيزة ككاهن أبرشي لكاتدرائية البطريرك في القاهرة.

### الأسقف ثم البطريرك
في 29 سبتمبر 2002 ، اختاره سينودس الأساقفة الأقباط باعتباره أسقف المنيا الجديد ليخلف الذي يتقاعد لأسباب صحية. تمت الموافقة على تعيينه من قبل يوحنا بولس الثاني في 5 أكتوبر التالي ، وحصل على تكريس الأسقفية من أيدي الكاردينال ستيفان الثاني غطاس ثم بطريرك الإسكندرية. استقال أنطونيوس نجيب، وهو الآن بطريرك، ويعاني من مشاكل صحية مرة أخرى، في يناير 2013. سينودس الكنيسة الكاثوليكية القبطية ينتخب البطريرك في 15 يناير 2013. بنديكت السادس عشر منحه بالتواصل الكنسي في 18 يناير التالي.
تم افتتاح وزارته الأبوية في كاتدرائية نوتردام في القاهرة في 12 مارس 2013. شارك في الاحتفال البطريرك توادروس الثاني، رئيس الكنيسة القبطية الأرثوذكسية، وكذلك ممثل الإمام الأكبر للأزهر والسياسيين المصريين. تم تعيينه عضوًا في جماعة الكنائس الشرقية 19.

## مقالات ذات صلة
- الكنيسة القبطية الكاثوليكية